# Brandeis’ illustrirter israelitischer Volkskalender
Brandeis’ illustrirter israelitischer Volkskalender war ein deutsch- und jiddischsprachiger jüdischer Volkskalender, der von 1882 bis 1933 in Prag in der Ersten Tschechoslowakischen Republik erschienen ist.

## Geschichte
Der vom Verleger Jakob B. Brandeis herausgegebene Kalender bot neben dem kalendarischen Teil Informationen zu Jahrmärkten, Tarifen, einen Jahresrückblick zu Ereignissen und Entwicklungen mit Bezug zu jüdischen Gemeinden im In- und Ausland sowie essayistische und literarische Texte und biographische Skizzen. Eine Besonderheit stellt ein Verzeichnis jüdischer Hotels und Restaurants in europäischen Städten dar.